# Liste von in der Sammlung der Burgerbibliothek Bern vertretenen Fotografen
Die Burgerbibliothek Bern sammelt Ansichtskarten und Fotografien. Diese erschliesst sie unter anderem nach den Namen der Fotografinnen und Fotografen, soweit diese überhaupt bekannt sind. Deshalb ist es möglich, in der Sammlung vertretenen Aufnahmen eines bestimmten Fotografen herauszufiltern. Die untenstehende Tabelle gibt eine Übersicht über die wichtigsten davon.
| Name                         | Kanton / Land |    |        | Geb. | Gest. | Link zum Verzeichnis                    | Biografisches |
| ---------------------------- | ------------- | -- | ------ | ---- | ----- | --------------------------------------- | --- |
| Margrit Baumann              | BE            |    |        | 1929 |       | Fotos von Baumann                       | Fotografin in Hinterkappelen. Veröffentlichte zusammen mit ihrem Mann Ernst Baumann Reportagen ihrer Reise entlang der Panamericana. |
| Arthur Baur                  | BE            |    |        | 1907 | 1985  | Fotos von Baur                          | Fotograf in Oberhofen und Hilterfingen. |
| Jules Beck                   | BE            | F  |        | 1825 | 1904  | Fotos von Beck                          | Fotograf in Bern (1868–1889) und Strassburg. |
| Francis Bedford              | GB            |    |        | 1816 | 1894  | Fotos von Bedford                       | Englischer Fotograf. Von 1850 bis zu seinem Tod 1894 als Fotograf tätig. |
| Louis Beringer               | ZH            |    |        | 1904 | 1978  | Fotos von Beringer                      | Fotograf in Zürich 1926–1954. |
| Franz Bernhardt              | D             | LU | BE     | 1875 | 1946  | Fotos von F. Bernhardt                  | Deutscher Fotograf. Eröffnete Ateliers in Wolhusen (1906–1913) und Huttwil (1906–1946). |
| Jürg Bernhardt               | BE            |    |        | 1943 |       | Fotos von J. Bernhardt                  | Fotograf und Fotofachlehrer in Bern. |
| Stefan Berni                 | GR            | ZH |        | 1898 | 1992  | Fotos von Berni                         | Fotograf und Ansichtskartenverleger im Graubünden und in Zürich. |
| François-Frédéric Boissonnas | GE            | F  |        | 1858 | 1946  | Fotos von Boissonnas                    | Schweizer Fotograf und Verleger in Genf und Paris. |
| Alfred Bonafini              | BE            |    |        | ?    | ?     | Fotos von Bonafini                      | Betrieb von 1926 bis 1983 ein Fotoatelier in Bern. |
| Georg Friedrich Brandseph    | D             |    |        | 1826 | 1915  | Fotos von Brandseph                     | Deutscher Silhouettenschneider, Maler, Lithograf und ab 1854 Fotograf. |
| Adolphe Braun                | F             |    |        | 1812 | 1877  | Fotos von Braun                         | Französischer Zeichner, Fotograf und Verleger in Dornach (Elsass). |
| Arnold Brügger               | BE            |    |        | 1888 | 1975  | Fotos von Brügger                       | Maler, Grafiker, Fotograf und Verleger in Meiringen. Tätig von 1913 bis um 1942. |
| Rudolf Bruner-Dvořák         | CZ            |    |        | 1864 | 1921  | Fotos von Bruner-Dvorak                 | Tschechischer Fotograf und Fotojournalist. Bekam den Titel als offizieller Fotograf von Franz Ferdinand I. |
| Johann Rudolf Bühlmann       | BE            |    |        | 1836 | 1883  | Fotos von Bühlmann                      | Thuner Maler und Fotograf. |
| Max Bütler                   | LU            |    |        | 1911 | 1987  | Fotos von Bütler                        | Im Kanton Luzern tätiger Fotograf. |
| Joseph Florentin Charnaux    | GE            |    |        | 1819 | 1883  | Fotos von Charnaux                      | Fotograf in Genf. |
| Carl Corrodi                 | ZH            | BE |        | ?    | ?     | Fotos von Corrodi                       | Optiker und Fotograf in Bern und Zürich. Tätig in Bern von 1862 bis 1877. |
| Peter Does                   | BE            | SO |        | 1849 | 1904  | Fotos von Does                          | Fotograf in Bern (1876–1889), Solothurn und Olten. |
| Carl Durheim                 | BE            |    |        | 1810 | 1890  | Dokumente von Durheim                   | Lithograf, Illustrator und Fotograf in Bern. Als Fotograf von 1845 bis 1874 tätig. |
| William England              | GB            |    |        | 1830 | 1896  | Fotos von England                       | Englischer Fotograf. Spezialisierte sich auf Stereoaufnahmen bekannter Tourismusgebiete. |
| Harry Whittier Frees         | USA           |    |        | 1879 | 1953  | Fotos von Frees                         | Amerikanischer Fotograf. Bekannt für seine vermenschlichten Tiere. |
| Francis Frith                | GB            |    |        | 1822 | 1898  | Fotos von Frith                         | Englischer Fotograf. |
| Fritz Fuss                   | BE            |    |        | 1867 | 1923  | Fotos von Fuss                          | Fotograf in Bern. Übernahm 1903 das Geschäft von Arnold Wicky. |
| Jean Gaberell                |               |    |        | 1887 | 1949  | Fotos von Gaberell                      | Fotograf in Thalwil und Inhaber eines Ansichtskarten- und Buchverlags. |
| Johann Adam Gabler           | BE            |    |        | 1833 | 1888  | Fotos von J. A. Gabler                  | Wagner und Fotograf. Vor allem im Berner Oberland aktiv. |
| Auguste Garcin               | GE            | NE |        | 1816 | 1879  | Fotos von Garcin                        | Fotograf, Daguerrotypist. Silbermedaille an der Weltausstellung 1878 in Paris. Pionier der schweizerischen Landschaftsfotografie. Arbeitete mit J. Jullien zusammen. |
| Jean-Théophile Geiser        | BE            | DZ |        | 1848 | 1923  | Fotos von Geiser                        | Schweizer Verleger und Atelierfotograf in Algier. |
| Friedrich Andreas Gerber     | BE            |    |        | 1797 | 1872  | Fotos von Gerber                        | Professor für Tierheilkunde in Bern. Erster bekannter Berner Fotograf. |
| Gottlieb Gfeller             | BE            |    |        | 18?? | 19??  | Fotos von Gfeller                       | Fotograf und Ansichtskartenverleger in Bern. |
| Glinz, C. B.                 | BE            |    |        | ?    | ?     | Fotos von Glinz                         | Fotograf in Bern; in den Adressbüchern von 1874 bis 1879 aufgeführt. |
| Emil Goetz                   | LU            |    |        | 1869 | 1958  | Fotos von Goetz                         | Fotograf und Ansichtskartenverleger in Luzern. |
| Adolf Gurtner                | BE            |    |        | 1869 | 1948  | Fotos von Gurtner                       | Fotograf in Thun. |
| Johann Jakob Gwinner         | BE            |    |        | 1797 | 1875  | Fotos von Gwinner                       | Farbenfabrikant, Maler und Fotograf. |
| Emanuel Gyger                | BE            |    |        | 1886 | 1951  | Fotos von Gyger                         | Fotograf in Adelboden. |
| Arnold Hagenbach             | BE            |    |        | 19?? | 19??  | Negativsammlung Hagenbach               | Fotograf, ca. 1950–1975 in Bern tätig. Vor allem Sujets für Ansichtskarten von Bern. |
| Oskar Friedrich Hari         | BE            |    |        | 1896 | 1979  | Fotos von Hari                          | Fotograf in Kandersteg. |
| Samuel Heer                  | BE            | ZH | VD     | 1811 | 1889  | Fotos von Heer                          | Schweizer Fotograf; tätig in Bern, Zürich, Thun und Lausanne. |
| Hans Alfred Heiniger         | AG            | LU | BE     | 1907 | 1986  | Fotos von Heiniger                      | Schweizer Fotograf; tätig in Baden, Schüpfheim und Spiez. |
| Franz Henn                   | BE            |    |        | 1879 | 1963  | Fotos von Henn                          | Schweizer Fotograf, 1908–1956 in Bern tätig (gemäss Adressbuch). |
| Martin Hesse                 | BE            |    |        | 1911 | 1968  | Nachlass Martin Hesse                   | Ursprünglich Architekt, arbeitete von 1938 bis 1968 als Fotograf in Bern. Architektur-, Werbe- und Reprofotografie. |
| Gerhard Howald               | BE            |    |        | 1931 | 2009  | Fotos von Howald                        | Berner Fotograf. |
| Rudolf Jansky                | BE            |    |        | 1884 | 1971  | Fotos von Jansky                        | Fotograf in Langnau, Grosshöchstetten, Wengen und Bern (1920–1971). |
| Carl Jost                    | BE            |    |        | 1899 | 1967  | Fotos von Jost                          | Berner Fotograf. |
| Jacques Keller               | BE            |    |        | 1877 | 1955  | Fotos von Keller                        | Berner Fotograf. |
| Rudolf Jean Kölla            | BE            |    |        | 1860 | 1929  | Fotos von Kölla                         | Fotograf mit Ateliers in Thun (1886–1902) und Bern (1898–1929). |
| Adrian Kümmerly              | BE            |    |        | 1830 | 1894  | Fotos von Kümmerly                      | Porträtmaler, Lithograf und Fotograf. Lebte in Bern von 1862 bis 1893. Hörte 1883 auf zu fotografieren. |
| Juan Laurent                 | F             | E  |        | 1816 | 1886  | Fotos von Laurent                       | Französischer Fotograf; hauptsächlich in Spanien tätig. |
| Léon & Lévy                  | F             |    |        | 1864 | 1874  | Fotos von Léon & Lévy                   | Fotografenatelier in Paris, von 1864 bis 1874 unter diesem Namen. |
| Frédéric Martens             | D             |    |        | 1809 | 1875  | Fotos von Martens                       | Deutscher Fotograf. |
| Eduard von Matt              | UR            |    |        | 1882 | 1960  | Fotos von E. von Matt                   | Fotograf und Ansichtskartenverleger in Altdorf. |
| Gustav Metz                  | BS            |    |        | 18?? | 1923  | Fotos von Metz                          | Fotograf, leitete die Basler Zweigstelle des Tübinger Postkartenverlages Gebrüder Metz, ab 1907 unter eigenem Namen selbstständig. |
| Walter Mittelholzer          | SG            | ZH |        | 1894 | 1937  | Fotos von Mittelholzer                  | Fotograf und Flugpionier, erster Flugkapitän und Direktor der Swissair. |
| Jean Moeglé                  | BE            |    |        | 1853 | 1938  | Fotos von Moeglé                        | Fotograf in Thun 1882-ca. 1930. |
| Emil Nicola-Karlen           | BE            |    |        | 1840 | 1898  | Fotos von Nicola-Karlen                 | Apotheker, Versicherungsagent und Fotograf in Bern. 1862–1883 als Fotograf tätig. Liess sich 1873 einburgern. |
| Walter Nydegger              | BE            |    |        | 1912 | 1986  | Fotos von Nydegger                      | Berner Fotograf. |
| Andreas Pedrett              | GR            |    |        | 1892 | 1977  | Fotos von Pedrett                       | Bündner Fotograf, mit Ateliers im Engadin. |
| Arnold Theodor Pfister       | ZH            |    |        | 1910 | 1971  | Fotos von Pfister                       | Fotograf und Gründer der Fotoagentur ATP; Sportjournalist und -kommentator. In den 1930er-Jahren war er Funktionär und Ortsgruppenführer der Nationalen Front in Zürich. |
| Eduard Rieben                | BE            | F  |        | 1941 |       | Fotos von Rieben                        | Schweizer Fotograf in Biel und Arles. |
| Fritz Rohr                   | BE            |    |        | 18?? | 19??  | Fotos von Rohr                          | Fabrikant, Amateurfotograf. Möglicherweise handelt es sich um den in den Adressbüchern von Bern erwähnten Fabrikanten in der Leinwandfabrik Röthlisberger & Companie an der Thunstrasse. In den Adressbüchern wird er von 1888–1904 erwähnt; Fotografien sind aus der Zeit von 1894–1914 bekannt. |
| Otto Rohr                    | BE            |    |        | 1896 | 1969  | Fotos von O. Rohr                       | Mechaniker, ca. von 1925 bis 1946 Inhaber eines Fotogeschäftes; anschliessend als kantonaler Angestellter tätig. |
| Alfred Rohrer                | BE            |    |        |      | 19??  | Fotos von Rohrer                        | Berner Fotograf, tätig ca. 1920 – ca. 1965. |
| David Scharschawsky          | BE            |    |        | 1889 | 1943  | Fotos von Scharschawsky                 | Chemiker und Direktor der Typon AG in Burgdorf. Amateurfotograf. |
| Matthäus Schild              | BE            |    |        | 18?? | 1918  | Fotos von Schild                        | Kunstmaler und Zeichenlehrer in Brienz. Amateurfotograf. |
| Gottlieb Schneiter           | BE            |    |        | 1862 | 1944  | Fotos von Schneiter                     | Coiffeur; Fotograf in Thun (um 1900–1938) und Bern (1938–1944). |
| Bartholome Schocher          | GR            |    |        | 1901 | 1979  | Fotos von Schocher                      | Fotograf in Pontresina. |
| Rose Marie Schudel           | JU            | BE |        | 1882 | 1970  | Fotos von Schudel                       | Fotografin in Delémont und Grindelwald. |
| Ernst Gottlieb Selhofer      | BE            |    |        | 1863 | 1938  | Fotos und Ansichtskarten von Selhofer   | Fotograf und Ansichtskartenverleger in Bern. |
| Giorgio Sommer               | D             | I  |        | 1834 | 1914  | Fotos von Sommer                        | Fotograf deutscher Herkunft, vor allem in Italien tätig. |
| Walther Stauffer             | BE            | GE |        | 1915 | 1989  | Fotos von Stauffer                      | Journalist, Fotograf und Fotoreporter. Während seiner Zeit in Burgdorf scheint er Aufträge für Eugen Thierstein übernommen zu haben. |
| Hans Steiner                 | BE            |    |        | 1907 | 1962  | Fotos von Steiner                       | Berner Fotograf. |
| Albert Stumpf                | BE            |    |        | 1867 | 1951  | Nachlass Albert Stumpf                  | Beamter bei der Obertelegrafendirektion Bern. Amateurfotograf. |
| Eugen Thierstein             | BE            |    |        | 1919 | 2010  | Nachlass Eugen Thierstein               | Hochzeits- und Reportagefotograf in Bern. Lehre bei Hans Steiner (1907–1962). Als Fotograf ca. 1937–1965 aktiv. Viele Reportagen für Die Berner Woche und Mitarbeit am Bern-Buch. |
| Gertrud Thierstein           | BE            |    |        | 1925 | 1979  | Fotos von Thierstein                    | Fotografin in Bern. Tochter von Rudolf Jansky, Ehefrau von Eugen Thierstein. |
| Peter Hubert Tillmann        | BE            |    |        | 1865 | 1946  | Fotos von Tillmann                      | Fotograf und Postkartenverleger in Bern. |
| Hansueli Trachsel            | BE            |    |        | 1951 | 2019  | Fotos von Trachsel                      | Berner Fotograf in Bremgarten und Kreta. |
| Max Alfred Vogt              | BE            |    |        | 1898 | 1985  | Fotos von Vogt                          | Techniker bei den SBB. Amateurfotograf. |
| Emil Vollenweider            | F             | BE |        | 1849 | 1921  | Fotos von E. Vollenweider               | Fotograf in Strassburg (1872–1876) und Bern (1876–1919). |
| Moritz Emil Vollenweider     | BE            |    |        | ?    | 1899  | Fotos von M. E. Vollenweider            | Kunstmaler und Fotograf, in Bern von 1860 bis ca. 1895 tätig. |
| Hermann Völlger              | BE            |    |        | 1855 | 1930  | Nachlass Hermann Völlger (Streubestand) | Fotograf in Bern, dessen Nachlass die ehemalige Stadtbibliothek kaufte. Aktiv ca. 1880–1930. |
| Arnold Wicky                 | BE            |    |        | 1860 | 1906  | Fotos von Wicky                         | Fotograf in Bern (1883–1903) und Solothurn (1890–1892). |
| Louise Witzig                | ZH            |    |        | 1901 | 1969  | Fotos von Witzig                        | Redaktorin und Fotografin für den Schweizer Heimatschutz und das Heimatwerk. |
| Robert Würgler               | BE            |    |        | 1912 | 2003  | Fotos von Würgler                       | Fotograf in Meiringen. |
| Otto Wyrsch                  | ZH            | VD | BE; TI | 1903 | 1981  | Fotos von Wyrsch                        | Schweizer Fotograf; auf Luftaufnahmen spezialisiert. |
| Jacques Zehnder              | BE            |    |        | 1862 | 1923  | Fotos von Zehnder                       | Fotograf in Bern um 1890 bis um 1920. Stadtrat. |